# تشارلز بي هال
تشارلز بي هال (بالإنجليزية: Charles P. Hall)‏ هو عسكري أمريكي، ولد في 12 ديسمبر 1886 في ساردس في الولايات المتحدة، وتوفي في 26 يناير 1953 في سان أنطونيو في الولايات المتحدة.